# Zhang Dechang
Zhang Dechang (en chino: 张德常; Jining, 23 de agosto de 1978) es un deportista chino que compite en remo como timonel. Participó en los Juegos Olímpicos de Tokio 2020, obteniendo una medalla de bronce en la prueba de ocho con timonel.

## Palmarés internacional
| Juegos Olímpicos | Juegos Olímpicos | Juegos Olímpicos  | Juegos Olímpicos |
| Año              | Lugar            | Medalla           | Prueba           |
| ---------------- | ---------------- | ----------------- | ---------------- |
| 2020             | Tokio (Japón)    | Medalla de bronce | Ocho con timonel |